# Série culte
L'expression série culte s'applique initialement à des séries ou des feuilletons télévisés autour desquels se développa de manière spontanée une adulation du même ordre que celles développées envers des stars de cinéma ou des personnalités de l'art lyrique et de la chanson, avec notamment la constitution de fan-clubs, l'adoption par les laudateurs d'attitudes, de costumes, d'expressions venant de la série, la recréation par des fans de certains épisodes ou parties d'épisodes.
Si le phénomène a concerné des séries de tous pays, son développement initial se fit autour de séries anglo-saxonnes, singulièrement britanniques.
Parmi les plus notables et les plus durables, le feuilleton Le Prisonnier et les séries Chapeau melon et bottes de cuir (The Avengers) et  Cosmos 1999 sont probablement les plus anciennes séries culte britanniques, Star Trek et Mission impossible les plus anciennes aux États-Unis. Nous pouvons y ajouter The Crown ou Game of Thrones.
Par la suite, le sens s'est étendu pour désigner des séries à la popularité très importante, sans que les aspects ayant justifié de les dire « culte » (« secte d'adorateurs » des fan-clubs, « mystères » où l'on rejoue des épisodes, « cérémonies » des grandes réunions de fans) soient toujours présentes. L'aspect culte peut cependant correspondre pour certaines au fait que, chaque jour ou chaque semaine, une part significative des téléspectateurs d'un pays, d'une aire culturelle voire d'un grand nombre de pays « communient » devant leur petit écran. Ce fut par exemple le cas d'une série comme Dallas qui, au moins pour ses quatre premières saisons, connut localement (aux États-Unis) et internationalement une vogue très importante.
Plus récemment, l'expression a été de plus en plus appliquée à des séries ou feuilletons pour lesquels la caractéristique principale, la spontanéité de ces « cultes », n'est pas évidente, et qui ont plutôt du leur notoriété initiale à un battage médiatique important, notamment par le biais de la création de sites internet dédiés créés par les producteurs ou diffuseurs de ces séries. Ce qui n'induit pas que certaines de ces séries n'aient pas des caractéristiques comparables aux premières séries des années 1960, qui peuvent les rendre culte au sens initial.